# Ich will
«Ich will» (yo quiero, en alemán) es el tercer sencillo del álbum Mutter (2001) del grupo alemán de Metal industrial Rammstein. Fue lanzado el 10 de septiembre de 2001 en Alemania. En mayo de 2002 se publicaron en el Reino Unido tres versiones adicionales del sencillo con diferente presentación y contenido.

## Vídeo
El videoclip de Ich will muestra a los miembros de la banda interpretando a un grupo de delincuentes que atraca un banco con el fin de llamar la atención. Se alternan escenas del atraco y de instantes posteriores a este. En las primeras, se puede ver a los músicos con medias veladas en la cabeza y con defectos físicos varios, tomando rehenes y haciendo detonar una bomba atada al cuerpo de Flake Lorenz, para después salir del edificio en loor de multitudes. En las escenas posteriores, los atracadores reciben un premio con el símbolo de una cámara en medio de la aclamación de público y medios, en una sala presidida por un gran retrato virado al sepia de Lorenz y lo que parece ser el ataúd de éste. Durante la explosión que tiene lugar al final, se pueden apreciar extractos de distintos vídeos hechos por la banda.
El vídeo, dirigido por Jörn Heitmann y grabado en el Palacio de la República (Berlín), pretende ser una crítica a la tendencia de los medios de comunicación a encumbrar como héroes a los responsables de actos detestables, con tal de vender una buena historia.[cita requerida]

## Recepción
El videoclip fue estrenado el 10 de septiembre de 2001 (un día antes de los atentados de Nueva York) en Estados Unidos de América el día 11 de septiembre de 2001. En un comienzo se le atribuyó relación al vídeo con el atentado, ya que en este, representan a terroristas.

## Contenido del sencillo
German CDS (portada verde)
1. «Ich will»
2. «Ich will» (Directo)
3. «Ich will» (Westbam Mix) - 6:19
4. «Ich will» (Paul van Dyk Mix)
5. «Pet Sematary» (Interpretada en directo junto a Clawfinger)
6. «Ich will» (Vídeo)

UK CDS Parte 1 (portada roja)
1. «Ich will» (Radio Edit)
2. «Links 2, 3, 4» (Clawfinger Geradeaus Remix)
3. «Du hast» (Remix de Jacob Hellner)
4. «Ich will» Vídeo

UK CDS Parte 2 (portada verde)
1. «Ich will» (Radio Edit)
2. «Halleluja»
3. «Stripped» (Heavy Mental Mix por Charlie Clouser)

UK CDS Parte 3 (DVD) (portada naranja)
- «Ich will» (Radio Edit)
- «Ich will» (Live Video Version)
- 4 videoclips de 30 segundos:
  - Bück dich
  - Rammstein
  - Wollt ihr das Bett in Flammen sehen?
  - Asche zu Asche
- Galería de fotos (10 imágenes)
- 2 x pistas de audio
  - Feuerräder (Live Demo Version 1994)
  - Rammstein (Directo)

- Datos: Q116803